# La Tôlerie
La Tôlerie, ou encore l’Espace municipal d’art contemporain de La Tôlerie, est un lieu consacré à l'art contemporain à Clermont-Ferrand.

## Présentation
Implanté dans le cœur industriel de la ville, cet ancien garage est réhabilité à l’initiative de la Ville de Clermont-Ferrand en 2003. 
Il invite chaque année, un commissaire extérieur pour imaginer et mettre en œuvre une programmation spécifique.
Cet espace de 500 m2 accueille chaque année un commissaire d’exposition (Marie Cantos) pour imaginer et mettre en œuvre un projet artistique. Il veille aussi également à rester en écho avec les initiatives locales et des projets de diffusion de l’art contemporain. La programmation du lieu porte avant tout sur des artistes professionnels confirmés, des projets collectifs pluridisciplinaires et une démarche expérimentale
Dans le cadre de ses missions de sensibilisation des publics à l’art contemporain, la Tôlerie met en place des actions de médiation en direction des publics afin de faciliter le contact avec les œuvres.